# Martha Roldós
Martha Roldós (ur. 1963 w Guayaquil) – ekwadorska polityk, kandydatka w wyborach prezydenckich w kwietniu 2009.

## Życiorys
Martha Roldós jest córką byłego prezydenta Ekwadoru Jaime Roldós Aguilery i Marthy Bucaram, którzy zginęli w katastrofie lotniczej w maju 1981 w prowincji Loja. Ukończyła ekonomię i socjologię na Uniwersytecie w Guayaquil oraz studia podyplomowe w Meksyku.
Roldós wchodzi w skład Sieci Etyki i Demokracji (Red Ética y Democracia), ugrupowania kierowanego przez jej wuja, Leóna Roldósa Aguilerę. Z jej ramienia zasiada w Zgromadzeniu Narodowym, w którym jest członkiem Komisji Legislacyjnej. 
Martha Roldós była kandydatką Sieci Etyki i Demokracji w wyborach prezydenckich w kwietniu 2009.